# Joaquín Capilla
Joaquín Capilla (n. 23 decembrie 1928, Ciudad de México, Mexic – d. 8 mai 2010, Ciudad de México, Mexic) a fost un săritor în apă ce a reprezentat Mexic, medaliat olimpic. A participat la 3 ediții ale Jocurilor Olimpice (1948, 1952, 1956) în care a câștigat o medalie de aur, o medalie de argint și două medalii de bronz.